# منتخب التشيك لهوكي الحقل للسيدات
منتخب التشيك لهوكي الحقل للسيدات هو ممثل التشيك الرسمي في المنافسات الدولية في هوكي الحقل للسيدات.